# 馮伏
馮伏，福建福州府懷安县人，明朝政治人物、進士出身。
洪武二十年，福建丁卯乡试中舉。洪武二十一年（1388年）聯捷戊辰科進士，擔任都督府断事。